# Açailândia
Açailândia est une ville brésilienne de l'ouest de l'État du Maranhão. Elle se situe par une latitude de 04° 56' 49" sud et par une longitude de 47° 30' 18" ouest, à une altitude de 240 mètres. Sa population était estimée à 106 357 habitants en 2006. La municipalité s'étend sur 5 806 km².

## Maires

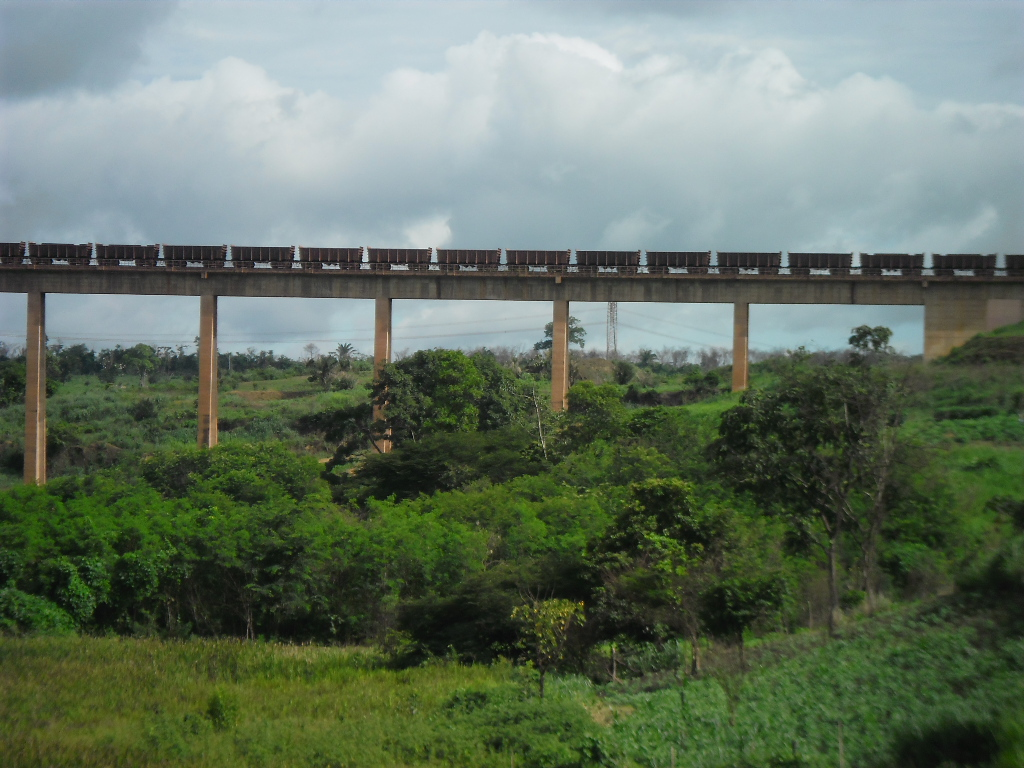
Chemin de fer de Carajás, en Açailandia

| Période | Période | Identité                     | Étiquette | Qualité |
| ------- | ------- | ---------------------------- | --------- | ------- |
| 2009    | 2012    | Ildemar Gonçalves Dos Santos | PSDB      |         |